# Gran Premio del Belgio 1951
Il Gran Premio del Belgio 1951 è stata la terza prova della stagione 1951 del campionato mondiale di Formula 1. La gara si è tenuta domenica 17 giugno sul circuito di Spa-Francorchamps ed è stata vinta dall'italiano Nino Farina su Alfa Romeo, al quarto successo in carriera; Farina ha preceduto all'arrivo due dei piloti della Ferrari, i connazionali Alberto Ascari e Luigi Villoresi.
Con 42 anni, 10 mesi e 9 giorni di età media, il Gran Premio fissa il record della gara più anziana nella storia della Formula 1.

## Vigilia

### Aspetti sportivi
Il Gran Premio rappresenta il terzo appuntamento stagionale a distanza di due settimane dalla disputa della 500 Miglia di Indianapolis, seconda gara del campionato. La tappa belga si corre dopo l'Ulster Trophy, una gara extra calendario tenuta sabato 2 giugno sul circuito di Dundrod, nell'Irlanda del Nord.
Alla gara parteciparono, tra le squadre ufficiali, solo l'Alfa Romeo e la Scuderia Ferrari, ambo con tre vetture. La casa di Arese schierò tre 159 guidate dall'argentino Juan Manuel Fangio e dagli italiani Nino Farina e Consalvo Sanesi, mentre quella di Maranello due 375, guidate da Luigi Villoresi e Piero Taruffi, e una 500, guidata da Alberto Ascari.
Tra le scuderie private erano presenti la Écurie Belgique, con il belga André Pilette al volante di una Talbot-Lago T26C, la Écurie Belge, con l'altro belga Johnny Claes alla guida di una Talbot-Lago T26C-DA, e la Écurie Rosier, con il francese Louis Rosier su una T26C-DA e il monegasco Louis Chiron su una T26C.
Tra i piloti privati erano presenti i francesi Yves Giraud-Cabantous e Pierre Levegh su una T26C e Philippe Étancelin su una T26C-DA.
Al Gran Premio erano iscritti anche i piloti Prince Bira su Maserati-OSCA, José Froilán González su Maserati e Reg Parnell su Ferrari, tuttavia non arrivarono alla gara.

## Qualifiche

### Resoconto
La terza prova del mondiale 1951 vedeva un testa a testa tra Alfa Romeo e Ferrari che portano in pista 3 macchine. Le altre 7 vetture iscritte al Gran Premio erano delle Talbot-Lago, nettamente inferiori alle scuderie italiane. Juan Manuel Fangio e Nino Farina condividevano la prima con Luigi Villoresi su Ferrari mentre la seconda fila è un affare che riguarda solo la Ferrari con Alberto Ascari e Piero Taruffi, mentre Consalvo Sanesi si piazza davanti a Louis Rosier, il più veloce delle Talbot-Lago, a quasi 10 secondi dal 6º posto.

### Risultati
Nella sessione di qualifica si è avuta questa situazione:
| Pos | Nº | Pilota                | Costruttore        | Tempo | Griglia |
| --- | -- | --------------------- | ------------------ | ----- | ------- |
| 1   | 2  | Juan Manuel Fangio    | Alfa Romeo         | 4'25" | 1       |
| 2   | 4  | Nino Farina           | Alfa Romeo         | 4'28" | 2       |
| 3   | 10 | Luigi Villoresi       | Ferrari            | 4'29" | 3       |
| 4   | 8  | Alberto Ascari        | Ferrari            | 4'30" | 4       |
| 5   | 12 | Piero Taruffi         | Ferrari            | 4'32" | 5       |
| 6   | 6  | Consalvo Sanesi       | Alfa Romeo         | 4'36" | 6       |
| 7   | 14 | Louis Rosier          | Talbot-Lago-Talbot | 4'45" | 7       |
| 8   | 22 | Yves Giraud-Cabantous | Talbot-Lago-Talbot | 4'52" | 8       |
| 9   | 18 | Louis Chiron          | Talbot-Lago-Talbot | 5'01" | 9       |
| 10  | 20 | Philippe Étancelin    | Talbot-Lago-Talbot | 5'04" | 10      |
| 11  | 16 | Johnny Claes          | Talbot-Lago-Talbot | 5'09" | 11      |
| 12  | 24 | André Pilette         | Talbot-Lago-Talbot | 5'16" | 12      |
| 13  | 26 | Pierre Levegh         | Talbot-Lago-Talbot | 5'17" | 13      |

## Gara

### Resoconto
La gara vedeva una battaglia tra le Alfa Romeo con Nino Farina che passa in testa davanti al compagno di squadra Juan Manuel Fangio. Durante il primo pit stop Fangio ha una ruota incastrata e lo costringe a perdere tantissimo tempo, lasciando Farina vincere con tre quasi minuti sul secondo, nonostante sia andato due volte ai box. Alberto Ascari arrivò secondo con Luigi Villoresi terzo. Il trio finì la gara due giri davanti al quarto classificato Louis Rosier.

### Risultati
I risultati del Gran Premio sono i seguenti:
| Pos | Nº | Pilota                | Costruttore        | Giri | Tempo/Ritiro | Griglia | Punti |
| --- | -- | --------------------- | ------------------ | ---- | ------------ | ------- | ----- |
| 1   | 4  | Nino Farina           | Alfa Romeo         | 36   | 2h45'46"2    | 2       | 8     |
| 2   | 8  | Alberto Ascari        | Ferrari            | 36   | +2'51"0      | 4       | 6     |
| 3   | 10 | Luigi Villoresi       | Ferrari            | 36   | +4'21"9      | 3       | 4     |
| 4   | 14 | Louis Rosier          | Talbot-Lago-Talbot | 34   | +2 giri      | 7       | 3     |
| 5   | 22 | Yves Giraud-Cabantous | Talbot-Lago-Talbot | 34   | +2 giri      | 8       | 2     |
| 6   | 24 | André Pilette         | Talbot-Lago-Talbot | 33   | +3 giri      | 12      |       |
| 7   | 16 | Johnny Claes          | Talbot-Lago-Talbot | 33   | +3 giri      | 11      |       |
| 8   | 26 | Pierre Levegh         | Talbot-Lago-Talbot | 32   | +4 giri      | 13      |       |
| 9   | 2  | Juan Manuel Fangio    | Alfa Romeo         | 32   | +4 giri      | 1       | 1     |
| Rit | 18 | Louis Chiron          | Talbot-Lago-Talbot | 28   | Motore       | 9       |       |
| Rit | 6  | Consalvo Sanesi       | Alfa Romeo         | 11   | Radiatore    | 6       |       |
| Rit | 12 | Piero Taruffi         | Ferrari            | 8    | Trasmissione | 5       |       |
| Rit | 20 | Philippe Étancelin    | Talbot-Lago-Talbot | 0    | Trasmissione | 10      |       |

Juan Manuel Fangio riceve un punto per aver segnato il giro più veloce della gara.

## Classifica mondiale
| Pos | Pilota                | Punti |
| --- | --------------------- | ----- |
| 1   | Nino Farina           | 12    |
| 2   | Juan Manuel Fangio    | 10    |
| 3   | Lee Wallard           | 9     |
| 4   | Alberto Ascari        | 6     |
| =   | Piero Taruffi         | 6     |
| =   | Mike Nazaruk          | 6     |
| 7   | Luigi Villoresi       | 4     |
| 8   | Louis Rosier          | 3     |
| =   | Consalvo Sanesi       | 3     |
| =   | Andy Linden           | 3     |
| 11  | Toulo de Graffenried  | 2     |
| =   | Yves Giraud-Cabantous | 2     |
| =   | Jack McGrath          | 2     |
| =   | Manny Ayulo           | 2     |
| =   | Bobby Ball            | 2     |